# Amanoa sinuosa
Amanoa sinuosa är en emblikaväxtart som beskrevs av W.J.Hayden. Amanoa sinuosa ingår i släktet Amanoa och familjen emblikaväxter. Inga underarter finns listade i Catalogue of Life.